# Retsforbundet
Retsforbundet, früher Danmarks Retsforbund (deutsch auch Gerechtigkeitspartei, Gerechtigkeitsbund oder Rechts(ver)bund), ist eine liberale und georgistische dänische Partei, die auf den Ideen des sozialen Reformökonomen Henry George basiert. Der Name bedeutet wörtlich Rechtsbund (nicht in der Bedeutung rechts, sondern Recht = Rechtsprinzip oder Gerechtigkeit). Seit dem Ausscheiden aus dem Folketing 1981 ist die Partei eine Kleinpartei.
Der Hintergrund und die Ziele der Partei sind mit der deutschen Bodenreformbewegung und der Freiwirtschaft von Silvio Gesell vergleichbar.

## Geschichte
Retsforbundet wurde 1919 gegründet. Die Grundideen der Partei gab es schon teilweise in der liberalen Bauernpartei Venstre, vor allem in deren sozialliberalen Abspaltung Radikale Venstre (ab 1905), in der lebhaften dänischen Genossenschaftsbewegung und teilweise in der Sozialdemokratie und der Heimvolkshochschulbewegung.
Die Partei war 1926–1960, 1973–1975 und 1977–1981 im dänischen Folketing vertreten. 1957–1960 nahm die Partei an der sogenannten Dreiecksregierung teil, einer Koalition mit der Sozialdemokratie und der Radikale Venstre (Regierungen H.C. Hansen II und Viggo Kampmann I).

### Zweiter Weltkrieg
Während der deutschen Besatzung 1940–1945 unterstützte Retsforbundet die Sammlungsregierung, ohne selbst am Kabinett teilnehmen, bis diese nationale Kooperationspolitik nach der Augustrevolte 1943 zusammenbrach.
Nach der Befreiung 1945 behandelte der Reichstag einen rückwirkenden Gesetzesnachtrag zur Bestrafung von Kriegsverbrechern. Der Abgeordnete Oluf Pedersen von Retsforbundet sprach sich vehement gegen eine Wiedereinführung der Todesstrafe aus. Widerstandskämpfer reagierten mit Verärgernis und Bedrohungen. Am 30. Mai 1945 nahm der Folketing das Gesetz mit 127 Stimmen an, fünf enthielten sich die Stimme, darunter Abgeordnete von Retsforbundet und der Radikale Venstre, und keiner stimmte dagegen. (Im Landsting wurde der Entwurf mit 67 Stimmen gegen die Gegenstimme der Sozialdemokratin und späteren Landstingspräsidentin Ingeborg Hansen und eine Enthaltung angenommen.)

### Nachkriegszeit
In der Nachkriegszeit legte die Partei kräftig zu, unter anderem als Gegner der unbeliebten Warenrationierung. 1949 forderte die Partei eine Volksabstimmung über den Beitritt zur NATO. Die Partei war in der Frage gespalten; die meisten Abgeordnete stimmten gegen den Beitritt.
In den 1950er Jahren spielte sie eine gewisse Rolle als Protestpartei gegen staatliche Eingriffe, Bürokratie und überhöhte Steuern, mit Ähnlichkeiten zur späteren Fortschrittspartei, der 1972 gegründeten rechten anti-Steuerpartei. Retsforbundet wurde eher dem bürgerlichen Flügel zugeordnet. Als die Partei 1957 entgegen den Erwartungen mit der Sozialdemokratie und der Radikale Venstre koalierte, reagierte 1960 die Wählerschaft mit Abkehr, obwohl diese Regierung große wirtschaftliche Fortschritte erzielte. Der bekannteste Politiker der Partei in den 1950er Jahren war Viggo Starcke.
1973 wurde die Partei wieder im Folketing vertreten, vor allem als einziger nichtsozialistischer Gegner der EG-Mitgliedschaft. In der chaotischen politischen Landschaft der 1970er Jahre konnte sie sich nicht wieder nachhaltig durchsetzen. Bei der Wahl 1981 scheiterte sie wieder an der 2-prozentigen Sperrklausel. 1990 trat sie letztmals selbständig zur Folketingswahl an.

### Heute
Seit 1990 ist die Partei zu Kommunal- und Amtrats-/Regionswahlen angetreten. 1998 nahm eine Fraktion der Partei, Retsdemokraterne, an der EU-kritischen Wahlliste Demokratisk Fornyelse („Demokratische Erneuerung“) teil. 2002 gründeten Retsforbundet, die dänischen Grünen und die Solidarisk Alternativ das Bündnis Grønne Demokrater im Versuch, an Folketingswahlen teilzunehmen, was aber nicht gelang. Bei der Folketingswahl 2005 stellte Retsforbundet Kandidaten auf der Liste der Minoritetspartiet. Die Hürde bei der Wahlzulassung ist vor allem das Sammeln von etwa 20.000 Wählerunterstützungen, die zweimal vom Wähler bestätigt werden müssen.
Retsforbundet ist Mitgründer der überparteilichen Folkebevægelsen mod EU (Volksbewegung gegen die EU). Der frühere Parteivorsitzende Ib Christensen vertrat 1984–1994 diese Bewegung im Europäischen Parlament; 1978–1979 vertrat er Retsforbundet als Mitglied des indirekt gewählten Europäischen Parlamentes.

## Ideologie und Politik
Die Gründungserklärung erklärte zum Ziel:
die Freiheit und Recht des Einzelnen gegen die unrechtmäßigen Übergriffe der Staatsmacht und der Geldmacht zu sichern
Die Benennung Forbund („Bund, Verein“) zeigte teilweise, dass man zunächst keine Teilnahme an politischen Wahlen erstrebte, aber auch, dass man als „Bund freier Männer und Frauen“ als Alternative gegen das nach Sonderinteressen und Klassen geteilten Parteiensystem auftrat. Man wollte die reaktionären bzw. privilegbewahrenden „vier alten Parteien“ verändern oder bekämpfen: die Sozialdemokratie, die (Groß)bauernpartei Venstre, die Konservative Folkeparti und die Radikale Venstre.

### Ideologischer Hintergrund
Außer Henry George basierte die Partei sich auf den dänischen Philosophen Severin Christensen. Grundgedanke des Georgismus ist es, dass das Ergebnis menschlicher Arbeit und Schaffens dem Menschen zu danken ist. Boden und Naturgüter gehören der gesamten Menschheit, da sie keiner geschaffen hat. Die Fortschritte der Gesellschaft und des Schaffens bilden sich in die Grundrente aus, den Wertzuwachs des Grundbesitzes. Wenn der Grundeigentümer sein Monopol ausnutzt, kann er mit Unrecht die Früchte der Arbeit der Bevölkerung einziehen.
Stattdessen wollte die Partei das volle Recht des Menschen durchsetzen, über seine eigene Arbeitsschöpfung zu verfügen, und gleicherzeit die Anerkennung des Wertzuwachses des Grundbesitzes als gemeinsames Gut, das von der Gesellschaft als ganzes geschaffen ist.

#### Internationale Äquivalente
Obwohl Retsforbundet auf globaler Ebene als einziges Beispiel einer erfolgreichen georgistischen Partei gilt, haben auch Gestalter wie Leo Tolstoi, Winston Churchill, Albert Einstein und die Ökonomen Friedrich August von Hayek und Milton Friedman in unterschiedlichen Zusammenhängen die Idee unterstützt. Georgistische Steuerpolitik wurde u. a. in Singapore und Hong Kong umgesetzt.

#### Im deutschsprachigen Raum
Äquivalente gab es innerhalb der Freiwirtschaftslehre. Heute bestehende deutsche Organisationen sind die Humanwirtschaftspartei und die Initiative für Natürliche Wirtschaftsordnung. In der Schweiz bestand die Schweizer Freiwirtschaftsbund/Liberalsozialistische Partei.
In Dänemark bestand eine Berührung zwischen Retsforbundet und den kooperativen JAK Mitgliedsbanken, die ähnlich wie die deutsche Freiwirtschaft mit Freigeld experimentierten. In der Partei Retsforbundet standen Geldreformen aber nicht besonders auf der Tagesordnung.

### Grundrente und Einheitssteuer
Während man in den ersten Jahrzehnten mit dem Gedanken einer Enteignung von Grundbesitz gegen vollständiger Kompensation arbeitete, schlug man später einen pragmatischeren Kurs ein.
1948–1954 wurde auf Initiative der Partei eine staatliche Kommission errichtet, die eine nationale Grundsteuer von 4 % des Grundwertes vorschlug. Die Steuer könnte allmählich andere Steuern, besonders die Einkommensteuer, ablösen. Wenn der zu zahlende Grundsteuerbetrag sukzessiv erhöht würde, bis dieser sich dem Wertzuwachs (der Grundrente) annäherte, würde der Kaufpreis immer niedriger werden und schließlich null erreichen. Dabei würde sich der private Grundbesitz in der Praktik allmählich in eine Verpachtung verwandeln, da die jährliche Grundsteuer faktisch ein Pachtzins oder Miete sein würde.
Als praktische Durchsetzung des Ziels sollte also eine Einheitssteuer (single tax) auf Grundbesitz (und Naturgütern) alle anderen Steuern ablösen. Laut Retsforbundet könnten Bodenspekulation und „Zinssklaverei“ auf diese Weise abgeschafft werden. Erstkäufer eines Hauses bzw. Grundstückes müssten keine großen Kredite aufnehmen, da die Zahlung für die Benutzung des Grundstückes über die jährliche Grundsteuer erfolgen würde.
In den frühen Jahren befürwortete die Partei praktisch einen Nachtwächterstaat, der jedoch auch öffentliche Krankenhäuser sowie Fürsorge für Schwerbehinderte umfassen sollte. Dieser Staat sollte durch die alleinigen Steuern auf Grundbesitz oder Grundwertzuwachs finanziert werden. Die Vision wurde seit den 1960er Jahren gelockert, da der wachsende Wohlfahrtsstaat wohl nicht mehr über eine einheitliche Grundsteuer finanzierbar wäre. Die Partei forderte auch, dass die seit 1972 geförderten Öl- und Gasvorräte vollständig dem Staat und nicht dem privaten Lizenzhaber zugutekämen.
Heute verteidigt die Partei auch die frei zugängliche Ausbildung und eine Studentenförderung über zinsfreie Kredite sowie die Erhaltung eines reformierten Sozialsystems, lehnt aber staatliche Förderung der privaten Wirtschaft und Landwirtschaft sowie Kulturförderung von Theater, Film und Musik (außer Bibliotheken) ab.

### Andere Programmpunkte
International soll globaler Freihandel gelten, was sowohl dem Fortschritt als dem Frieden dienen würde. Die Partei ist traditionell antimilitaristisch eingestellt, eine Minderheit sogar pazifistisch, unterstützt aber grundsätzlich die Mitgliedschaft der NATO.
Politische Kernforderungen sind ein Steuerreform mit Verringerung der Einkommen- und Umsatzsteuern, dafür Besteuerung von Grundbesitz und Naturgutverwendung, Wahrung des freien Arbeitsmarktes und Ablehnung von staatlichen Eingriffen in Arbeitskonflikte, Bekämpfung von Monopolen, die Trennung von Kirche und Staat, Abschaffung der Wehrpflicht, nachhaltige Energie und strengere Verfolgung von Umweltdelikten. International will die Partei den Austritt aus der EU zugunsten nordischer und globaler Zusammenarbeit (Nordischer Rat, Vereinte Nationen, KSZE und EFTA) sowie eine humanistische Rezeption von Flüchtlingen. Im Bereich des politischen Systems fordert die Partie eine Demokratisierung und Transparenz der Verwaltung, Dezentralisierung und Verstärkung der kommunalen Selbstverwaltung, Abschaffung des Sperrklausels, mehr Volksabstimmungen, die Einführung einer Magistratsregierung nach Schweizer Modell sowie Abschaffung des Fraktionsdisziplins. Die Partei unterstützt die Legalisierung von Cannabis. Staatliche Überwachung und Kontrolle sowie Beschränkungen der Meinungsfreiheit werden abgelehnt.

### Durchsetzung
Die Idee der „vollen Grundsteuer“, die Einziehung der Grundrente zugunsten der Verringerung anderer Steuern, ließ sich nicht gut an die Wählerschaft erklären. Dafür ist das Prinzip aber in einigen anderen Parteien verwurzelt worden und hat die dänische Steuerregelung insofern beeinflusst, dass diese zwischen Haus- und Grundeigentum unterscheidet.
Det økonomiske råd (staatliches dänisches wirtschaftliches Expertenbeirat, auch „die wirtschaftlichen Weisen“ genannt) hat oft eine Reform der Steuerlasten zugunsten der Grundsteuer gefordert.

## Verhältnis zum politischen Spektrum
Retsforbundet sieht sich als Partei der politischen Mitte, jedoch einer anderen gesellschaftlichen Modell verfolgend als übliche Parteien der Mitte.
Nach Auffassung der Partei sind die meisten dänischen Partien als Schattierungen des Sozialliberalismus zu beschreiben. Statt der sozialliberalen Verteilungspolitik soll der georgistische Liberalismus von Retsforbundet eine Zivilgesellschaft gestalten, die sich ohne Eingriffen entfalten kann, wobei die Bürger in Freiheit, Gerechtigkeit, Gleichberechtigung und soziale Ausgewogenheit leben können.
Traditionell ist die Radikale Venstre der nächste Konkurrent der Partei. Die Radikale Venstre wurde durch ihre pragmatische Ideologie die dominante Partei der dänischen Mitte und konnte durch Zusammenarbeit mit beiden Flügeln großen Einfluss ausüben. Im Gegensatz hierzu ist die Ideologie von Retsforbundet schärfer und idealistischer ausgeprägt, mit sowohl stark liberalistischen, autonomistischen, humanistischen als sozialreformistischen Elementen. Die Wählerschaft von Retsforbundet war recht breit, von Arbeitern bis Selbständigen, Kleinbauern, Lehrlingen und anderen jungen Wählern, aber im Gegensatz zur Radikale Venstre ein relativ kleiner Anteil an Akademikern und Beamte. Auch die Einstellung zur EU-Mitgliedschaft zeichnet die beiden Parteien als Gegensätze.
Als aktiver Teilnehmer der Folkebevægelsen mod EU hat die Partei Begegnung mit der politischen Linken.